# Torpédo

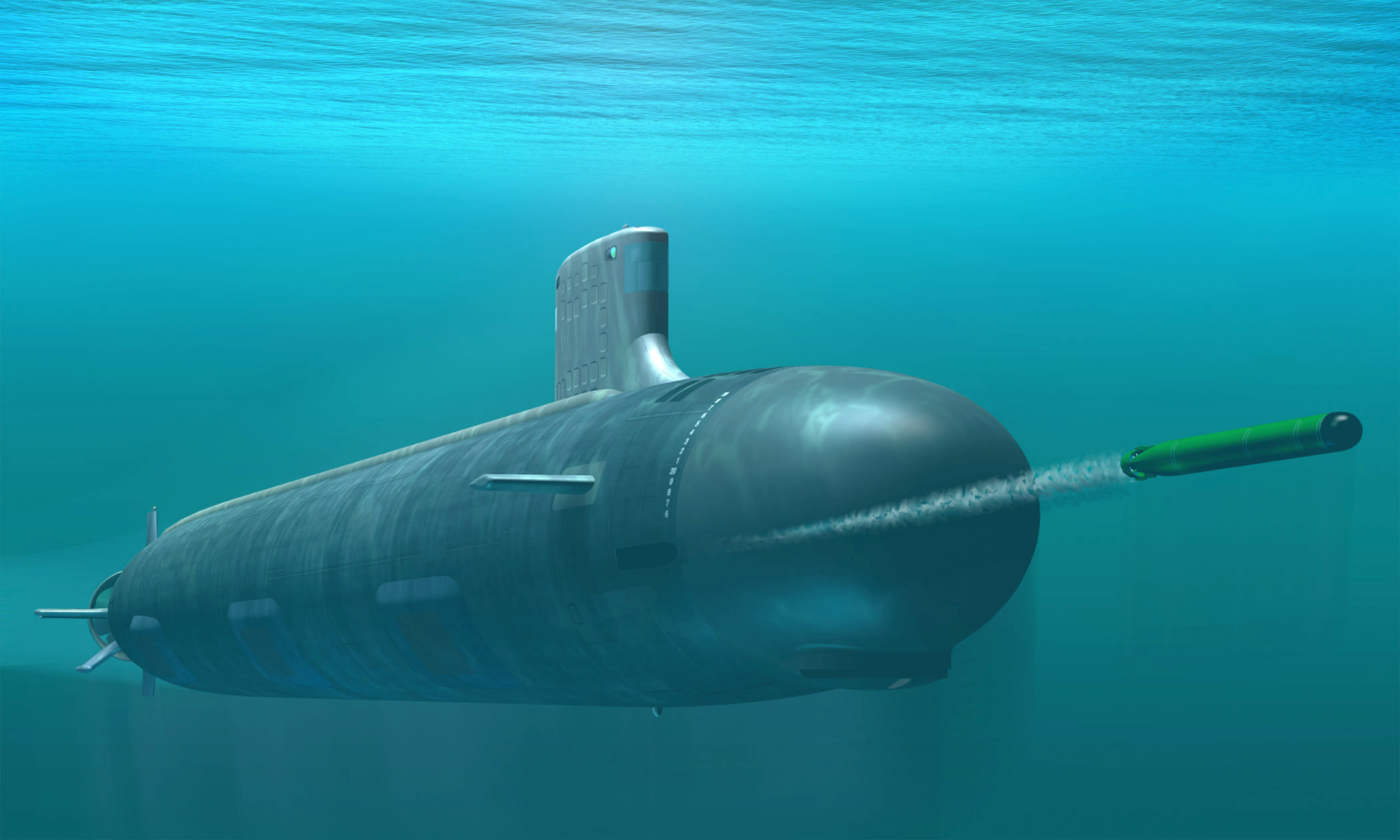
Torpédo vypuštěné z americké ponorky

Torpédo je zbraň určená k ničení hladinových lodí i ponorek. Je schopno v omezené míře samostatného pohybu. Má válcovité tělo, v němž je umístěna pohonná jednotka, řídící logika a výbušná nálož. Je vypouštěno z torpédometu a nebo svrháváno do vody (ať už z paluby člunu, nebo z letadla/vrtulníku).

## Název
Tato zbraň nese název podle latinského názvu parejnoků torpedo pocházejícího z latinského slovesa torpore (ztuhnout, ochromit), neboť parejnoci dokáží vytvářet elektrický výboj, kterým ochromují či omračují svou oběť.

## Pohon
- elektrický (akumulátory a elektromotor)
- pneumatický (stlačený vzduch)
- spalovací motor dříve pístový, dnes plynová turbína
- raketový

## Zapalovač nálože
- nárazový
- magnetický
- časový
- laserový[zdroj?]
- akustický
- kombinovaný

## Řízení
- gyroskopické (udržování přímého směru)
- navádění zvukem
- navádění magnetickým polem
- po drátě
- manuální ovládání (japonská sebevražedná torpéda - Kaiten)